# Wolfgang Loitzl
Wolfgang Loitzl, né le 30 janvier 1980 à Bad Ischl (Haute-Autriche), est un sauteur à ski autrichien. Il est notamment sept fois champion du monde durant sa carrière dont une fois en individuel (petit tremplin 2009), vainqueur de la Tournée des quatre tremplins en 2009 et champion olympique par équipes en 2010.

## Carrière
Il a commencé sa carrière internationale en 1997, puis devient champion du monde junior en 1998, année où il signe plusieurs top dix dans la Coupe du monde. Durant la saison 1998-1999, il compte deux quatrièmes places en individuel et une deuxième par équipes à Willingen En janvier 2001, il atteint pour la première fois le podium en individuel dans la Coupe du monde avec une deuxième place à Park City et remporte le mois suivant une médaille d'or aux Championnats du monde de Lahti dans la compétition par équipes en petit tremplin. En 2002, Loitzl se qualifie pour ses premiers Jeux olympiques à Salt Lake City où il participe uniquement au concours par équipes, il y prend le quatrième rang avec ses coéquipiers autrichiens. Lors des saisons suivantes, il rajoute plusieurs titres de champion du monde par équipes à son palmarès (deux en 2005 et un en 2007), se contentant de places d'honneurs en individuel. Durant la saison 2008-2009, il connaît ses premiers succès personnels durant la Tournée des quatre tremplins où il gagne trois des quatre manches à Garmisch-Partenkirchen, Innsbruck et Bischofshofen et le classement général devant Simon Ammann et Gregor Schlierenzauer. À l'occasion du concours de Bischoshofen, il a obtenu la note technique de vingt sur vingt de la part des cinq juges, une performance réussie par peu de sauteurs. Il devient quelques semaines plus tard champion du monde à Liberec au petit tremplin devant Schlierenzauer et Amman et met donc fin à dix-huit ans sans titre pour l'Autriche en individuel. À la fin de l'année, on lui décerne le titre de sportif autrichien de l'année. Aux Jeux olympiques de Vancouver 2010, il fait partie de l'équipe autrichienne championne olympique avec Thomas Morgenstern, Andreas Kofler et Gregor Schlierenzauer tandis qu'en individuel il se classe onzième au petit tremplin et dixième au grand tremplin. Dans la Coupe du monde, il reste performant avec deux podiums et une sixième place au classement général et une troisième place à la Tournée des quatre tremplins. En décembre 2010, il monte sur son vingtième et ultime podium individuel en Coupe du monde à Engelberg (2e).
En 2013 à Val di Fiemme, pour ses sixièmes championnats du monde, il est notamment quatrième au grand tremplin individuel et devient pour la sixième fois champion du monde par équipes, sur le grand tremplin avec Manuel Fettner, Thomas Morgenstern et Gregor Schlierenzauer.
En 2015, alors n'obtenant plus de résultat significatif, il décide de prendre sa retraite sportive.

## Palmarès

### Jeux olympiques d'hiver
| Épreuve / Édition | Épreuve / Édition | Salt Lake City 2002 | Vancouver 2010 |
| Petit tremplin    | Petit tremplin    |                     | 11e            |
| Grand tremplin    | Grand tremplin    |                     | 10e            |
| Par équipes       | Par équipes       | 4e                  | Or             |

### Championnats du monde
| Épreuve / Édition | Épreuve / Édition | Lahti 2001 | Oberstdorf 2005 | Sapporo 2007 | Liberec 2009 | Oslo 2011 | Val di Fiemme 2013 |
| Petit tremplin    | Petit tremplin    | 13e        | 6e              | 12e          | Or           | 37e       | 17e                |
| Grand tremplin    | Grand tremplin    | 15e        | 7e              |              | 6e           |           | 4e                 |
| Par équipes       | PT                | Or         | Or              |              |              |           |                    |
| Par équipes       | GT                | Bronze     | Or              | Or           | Or           |           | Or                 |

Légénde : PT = petit tremplin, GT = grand tremplin

### Championnats du monde de vol à ski
| Épreuve / Édition | Vikersund 2000 | Planica 2004 | Planica 2010 |
| Individuel        | 17e            | 15e          | 6e           |
| Par équipes       |                | Bronze       | Or           |

### Coupe du monde
- Meilleur classement général : 3e en 2009.
- Vainqueur de la Tournée des quatre tremplins 2008/2009.
- 20 podiums individuels : 4 victoires, 9 deuxièmes places et 7 troisièmes places.
- 27 podiums en épreuve par équipes : 10 victoires, 9 deuxièmes places et 8 troisièmes places.

#### Victoires individuelles
| Année     | Lieu                                                                                                   |
| 2008-2009 | Garmisch-Partenkirchen (Allemagne), Innsbruck (Autriche), Bischofshofen (Autriche), Zakopane (Pologne) |

#### Classements en Coupe du monde
| Année     | Classement général final |
| 1997-1998 | 31e                      |
| 1998-1999 | 12e                      |
| 1999-2000 | 22e                      |
| 2000-2001 | 7e                       |
| 2001-2002 | 29e                      |
| 2002-2003 | 60e                      |
| 2003-2004 | 28e                      |
| 2004-2005 | 18e                      |
| 2005-2006 | 29e                      |
| 2006-2007 | 13e                      |
| 2007-2008 | 10e                      |
| 2008-2009 | 3e                       |
| 2009-2010 | 6e                       |
| 2010-2011 | 13e                      |
| 2011-2012 | 30e                      |
| 2012-2013 | 12e                      |
| 2013-2014 | 29e                      |
| 2014-2015 | 72e                      |

### Championnat du monde junior
- Canmore, 1997 : 
  -  Médaille de bronze du par équipe sur petit tremplin.
- Saint-Moritz, 1998 : 
  -  Médaille d'or de l'individuel sur petit tremplin.

### Grand Prix d'été
- Meilleur classement général : 2e en 2005 et 2006.
- 11 podiums individuels, dont 1 victoire.

### Coupe continentale
- 16 victoires.

### Championnats d'Autriche
- Champion sur le petit tremplin en 2008.
- Champion sur le grand tremplin en 2013[4]